# Adam Hławiczka
Ks. Adam Hławiczka (ur. 18 grudnia 1908 w Cieszynie, zm. 18 stycznia 1995 w Wiśle) – duchowny luterański, muzyk.

## Życiorys
Był synem Andrzeja Hławiczki i bratem Karola Hławiczki. Ukończył studia na Wydziale Teologii Ewangelickiej Uniwersytetu Warszawskiego. Przed II wojną światową był wikariuszem w parafii ewangelicko-augsburskiej w Warszawie, jednocześnie studiował w tamtejszym konserwatorium. W 1938 udał się do Lipska w celu kontynuowania studiów muzycznych, jednak studia przerwała wojna. Po wybuchu powstania warszawskiego udał się do Częstochowy, a potem na Górny Śląsk. Od 1945 przebywał w Katowicach, gdzie przez wiele lat, do 1979 był proboszczem parafii ewangelickiej. Jednocześnie w latach 1949–1968 administratorem parafii w Tarnowskich Górach. Był również koncertującym muzykiem-organistą. Opracował śpiewnik dla dzieci i młodzieży (1969), był autorem choralnika kościelnego.